# Camila Loures
Pour les articles homonymes, voir Loures (homonymie).
Camila de Almeida Loures (Belo Horizonte, 7 février 1995) est une youtubeuse, actrice et chanteuse brésilienne. Elle a commencé sa carrière sur YouTube à travers la vidéo "Camila Loures - Bolo Arco-Íris". Sa vidéo la plus populaire est la vidéo de la chanson Bambolê, enregistrée par Camila en partenariat avec le joueur de funk MC WM,.

## Carrière
Camila Loures est née dans la ville de Belo Horizonte, Minas Gerais, le 7 février 1995. Elle a commencé à avoir du succès sur Internet avec Vine, un réseau social où elle a posté des vidéos de comédie. Au fur et à mesure que son compte intégré à l'application grandissait, elle a migré vers YouTube en 2014 et a élargi le contenu pour la cuisine, les tags, les défis et les parodies musicales.
Son émission de télé-réalité XIS en portugais, compte plus de 100 000 vues par épisode. Elle est parfois qualifiée par les médias de «  plus grande YouTubeuse féminine du Brésil »; et elle est la YouTubeuse noire brésilienne avec le plus de followers, selon les données de 2020[réf. nécessaire].
Son compte Instagram compte 12 millions d'abonnés en août 2021.